# Орловка (Ленинский район)
Орло́вка (до 1948 года Карама́; укр. Орлівка, крымскотат. Qarama, Къарама) — исчезнувший посёлок в Ленинском районе Республики Крым, располагавшийся на северо-востоке района и Керченского полуострова, примерно в 2 км к северо-западу от современного села Багерово, на месте посёлка сохранились жилые строения, видимо, относящиея к Багеровскому аэродрому.

## История
Идентифицировать Конраму среди, зачастую сильно искажённых, названий деревень Дин Керченскаго кадылык Кефинского каймаканства в Камеральном Описании Крыма 1784 года пока не удалось. После присоединения Крыма к России (8) 19 апреля 1783 года, (8) 19 февраля 1784 года, именным указом Екатерины II сенату, на территории бывшего Крымского Ханства была образована Таврическая область и деревня была приписана к Левкопольскому, а после ликвидации в 1787 году Левкопольского — к Феодосийскому уезду Таврической области. После Павловских реформ, с 1796 по 1802 год, входила в Акмечетский уезд Новороссийской губернии. По новому административному делению, после создания 8 (20) октября 1802 года Таврической губернии, Конрама был включён в состав Акмозской волости Феодосийского уезда.
По Ведомости о числе селений, названиях оных, в них дворов… состоящих в Феодосийском уезде от 14 октября 1805 года , в деревне Конрама числилось 5 дворов и 54 жителя. На военно-топографической карте генерал-майора Мухина 1817 года деревня деревня не значится. После реформы волостного деления 1829 года Канрама, согласно «Ведомости о казённых волостях Таврической губернии 1829 года», отнесли к Чурубашской волости (переименованной из Аккозской). На карте 1836 года в деревне 5 дворов, а на карте 1842 года Конрама обозначен условным знаком «малая деревня», то есть, менее 5 дворов.
В 1860-х годах, после земской реформы Александра II, деревню приписали к Сарайминской волости. Согласно «Списку населённых мест Таврической губернии по сведениям 1864 года», составленному по результатам VIII ревизии 1864 года, Конрама — владельческий татарский хутор с 6 дворами и 38 жителями при колодцах. На трехверстовой карте Шуберта 1865 года Конрама ещё обозначена, а на кар те с корректурой 1876 года её уже нет. По «Памятной книге Таврической губернии 1889 года», по результатам Х ревизии 1887 года, в деревне Конрама числилось 9 дворов и 60 жителей. По «…Памятной книжке Таврической губернии на 1892 год» в Конраме, входившей в Ново-Александровское сельское общество, жителей и домохозяйств не числилось. На верстовой карте Крыма 1896—1926 года обозначены развалины деревни и усадьба Карама. По «…Памятной книжке Таврической губернии на 1902 год» на хуторе Конраша, входившем в Ново-Александровское сельское общество, числилось 5 жителей, домохозяйств не имеющих. По Статистическому справочнику Таврической губернии. Ч.II-я. Статистический очерк, выпуск пятый Феодосийский уезд, 1915 год, в экономии Конрома Сарайминской волости Феодосийского уезда числился 1 двор с населением в количестве 11 человек только «посторонних» жителей.
После установления в Крыму Советской власти, по постановлению Крымревкома, 25 декабря 1920 года из Феодосийского уезда был выделен Керченский (степной) уезд, а, постановлением ревкома № 206 «Об изменении административных границ» от 8 января 1921 года была упразднена волостная система и в составе Керченского уезда был создан Керченский район в который вошло село (в 1922 году уезды получили название округов. 11 октября 1923 года, согласно постановлению ВЦИК, в административное деление Крымской АССР были внесены изменения, в результате которых округа были отменены и основной административной единицей стал Керченский район в который вошло село. Согласно Списку населённых пунктов Крымской АССР по Всесоюзной переписи 17 декабря 1926 года, в селе Конрома, Маяк-Салынского сельсовета Керченского района, числилось 11 дворов, все крестьянские, население составляло 50 человек, из них 45 русских и 5 украинцев. Постановлением ВЦИК «О реорганизации сети районов Крымской АССР» от 30 октября 1930 года (по другим сведениям 15 сентября 1931 года) Керченский район упразднили и село включили в состав Ленинского, а, с образованием в 1935 году Маяк-Салынского района (переименованного 14 декабря 1944 года в Приморский) — в состав нового района. На подробной карте РККА Керченского полуострова 1941 года в селении Карама отмечено 13 дворав.
После освобождения Крыма от фашистов, 12 августа 1944 года было принято постановление № ГОКО-6372с «О переселении колхозников в районы Крыма» и в сентябре того же года в район приехали первые новоселы 204 семьи из Тамбовской области, а в начале 1950-х годов последовала вторая волна переселенцев из различных областей Украины. С 25 июня 1946 года селение в составе Крымской области РСФСР. Указом Президиума Верховного Совета РСФСР от 18 мая 1948 года, Карама переименовали в Орловку. 26 апреля 1954 года Крымская область была передана из состава РСФСР в состав УССР. Исключена из учётных данных в 1958 году (согласно справочнику «Крымская область. Административно-территориальное деление на 1 января 1968 года» — в период с 1954 по 1968 год, как посёлок Багеровского поссовета), видимо, в связи с созданием Багеровского полигона.

### Динамика численности населения
| - 1805 год — 54 чел. - 1864 год — 38 чел. - 1889 год — 60 чел. - 1892 год — 0 чел. | - 1902 год — 5 чел. - 1915 год — 0/11 чел. - 1926 год — 20 чел. |